# August Krause
August Krause (Krauze, ur. 1 sierpnia 1882 w Pierwoszynie, zm. 24 marca 1957) – urzędnik państwowy, syn kaszubskiego wójta Pierwoszyna o nazwisku rodowym Kruża.
Karierę w administracji państwowej zaczynał jako niemiecki urzędnik z Wrocławia, w którym według relacji syna miał osiedlić się za sprawą swej przyszłej żony, p. Rother. Po studiach i pracy w charakterze sekretarza magistratu we Wrocławiu mianowany „drugim burmistrzem” Włocławka (w czasie okupacji niemieckiej podczas I wojny światowej). Ceniły go także polskie władze, po odzyskaniu przez Polskę niepodległości sprawował m.in. funkcję prezydenta Włocławka (w latach 1923–1924) oraz burmistrza Gdyni (w latach 1926–1928). Po wybuchu II wojny światowej jako Polak został zmuszony do opuszczenia terenów wcielonych do Rzeszy, wraz z rodziną trafił do Generalnego Gubernatorstwa. Zmarł w 1957 i został pochowany na cmentarzu parafialnym w Gdyni przy ul. Kościelnej.